# 25112 Mymeshkovych
25112 Mymeshkovych è un asteroide della fascia principale. Scoperto nel 1998, presenta un'orbita caratterizzata da un semiasse maggiore pari a 2,8829158 UA e da un'eccentricità di 0,0746137, inclinata di 1,37601° rispetto all'eclittica.